# ماهاکالا
ماهاکالا خدایی مشترک در تنتره آیین هندو و بودیسم است. در هر دو دین، ماهاکالا تجلی شدید شیوا و همسر الهه ماهاکالی است. او در فرقه کالی‌کولا شاکتی‌پرستی برجسته‌ترین الهه به نظر می‌رسد. ماهاکالا همچنین به عنوان یک خدای حفاظت شناخته‌شده‌است که به عنوان یک دراماپالا در وجرهیانه، چینی باطنی، و بودیسم تبتی و همچنین در سنت‌های چان و شینگون پرستیده می‌شود. او در زبان ماندارین و کانتونی به داهیتیان و دایحاکتین (大黑天)، در کره‌ای Daeheukcheon (대흑천)، در ویتنامی Đại Hắc Thiên و در ژاپنی به Daikokuten (大黒天) معروف است.

## وجه تسمیه
Mahākāla یک عبارت سانسکریت است که از ترکیب دو واژه mahā یعنی «بزرگ» و kāla یعنی «زمان/مرگ» تشکیل شده و لذا معنای «فراتر از زمان» یا «فراتر از مرگ» می‌دهد.
در تبتی با القاب (الفبای تبتی: ནག་པོ་ཆེན་པོ།, THL: nak po chen po
) به معنای «آن بزرگ سیاه» یا «محافظ» هم از او یاد می‌کنند.